# Cal Metge Vidal
Cal Metge Vidal és una obra de Piera (Anoia) inclosa a l'Inventari del Patrimoni Arquitectònic de Catalunya.

## Descripció
Casa entremitgeres de planta baixa i dos pisos. Coberta de teula amb ràfec sustentat per mènsules de fusta. Façana de composició simètrica en la que destaquen les tres obertures de la planta baixa i les quatre finestres de la primera planta. La porta central és de pedra amb dovelles i en la clau hi ha inscrita la data del 1566. Les altres obertures tenen els brancals de pedra.